# Pueblo agutaíno
Los agutaínos (agutaíno: Agutaynën) o agutayanos son una etnia que se originó en la localidad de Agutaya en Filipinas. Hablan el agutaíno, un idioma muy relacionado al calamián. Hoy en día, residen principalmente en la isla grande de La Paragua, La Paragua.